# Vương tử Arthur, Công tước xứ Connaught và Strathearn
Arthur của Liên hiệp Anh, Công tước của Connaught và Strathearn (Arthur William Patrick Albert; 01 tháng 5 năm 1850 - 16 tháng 1 năm 1942), là ngươi con thứ 7 và con trai thứ 3 của Victoria của Anh và Albrecht xứ Sachsen-Coburg và Gotha. Ông từng được bổ nhiệm vào ghế Toàn quyền Canada từ năm 1911 đến 1916 và là vương tử Anh duy nhất trong lịch sử từng giữ vị trí này.
Arthur được giáo dục bởi các gia sư riêng trước khi vào Học viện Quân sự Hoàng gia, Woolwich vào năm 16 tuổi. Sau khi tốt nghiệp, ông nhận quân hàm Trung uý trong Lục quân Anh, nơi ông đã phục vụ trong khoảng 40 năm, với nhiều chức vụ và khu vực khác nhau của Đế quốc Anh. Trong thời gian này, ông cũng được phong làm công tước hoàng gia, trở thành Công tước xứ Connaught và Strathearn, cũng như Bá tước xứ Sussex. Năm 1900, ông được bổ nhiệm làm Tổng tư lệnh Quân đội Anh tại Ireland, nhưng ông không thích điều này, vì ông muốn được tham gia vào các chiến dịch chống lại người Boer ở Nam Phi hơn. Năm 1911, ông được bổ nhiệm làm Toàn quyền thứ 10 của Canada, thay Bá tước Grey. Ông nắm giữ chức vụ này cho đến khi Công tước xứ Devonshire được bổ nhiệm thay thế vào năm 1916. Ông đóng vai trò là người đại diện cho Quốc vương Anh, và do đó ông đảm nhiệm vị trí Tổng tư lệnh Lực lượng vũ trang Canada, người đại diện trong những năm đầu tiên của Chiến tranh thế giới thứ nhất.
Sau khi kết thúc nhiệm kỳ của mình, Arthur trở về Vương quốc Anh, và ở đó ông đã thực hiện các nhiệm vụ hoàng gia khác nhau, đồng thời tiếp tục phụ vụ trong Quân đội như một quân nhân. Mặc dù từ bỏ cuộc sống công khai từ năm 1928, nhưng ông vẫn tiếp tục sự hiện diện trong quân đội những năm đầu Chiến tranh Thế giới thứ hai, trước khi qua đời vào năm 1942. Ông là người con trai cuối cùng của Victoria của Anh còn sống cho đến lúc đó.
Năm 1900, anh trai của ông là Alfred xứ Sachsen‑Coburg và Gotha qua đời mà không để lại con trai thừa tự, vì thế theo đúng danh sách kế vị thì ngai vàng Công quốc Sachsen-Coburg và Gotha sẽ được thừa kế bởi ông và con trai, nhưng ông đã từ chối quyền kế vị, vì thế Sachsen‑Coburg và Gotha đã được thừa kế bởi Vương tôn tử Charles Edward, con trai duy nhất của Vương tử Leopold.

## Cuộc sống đầu đời

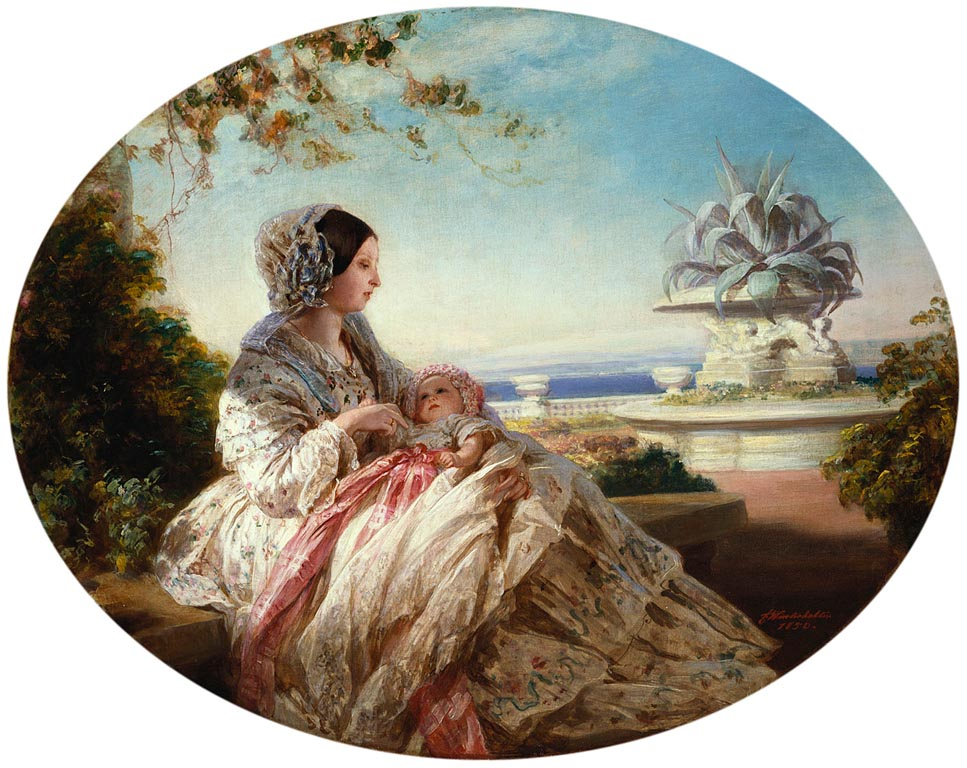
Một bức tranh vẽ Victoria của Anh bế Hoàng tử Arthur của Franz Xaver Winterhalter.

Arthur sinh ra tại Cung điện Buckingham vào ngày 1/05/1850, là con thứ 7 và là con trai thứ 3 của Victoria của Anh và Albrecht xứ Sachsen-Coburg và Gotha. Vương tử được Tổng giám mục Canterbury, John Bird Sumner, làm lễ rửa tội vào ngày 22/06 trong nhà nguyện riêng của cung điện. Cha mẹ đở đầu của ông là:
- Vương tử Wilhelm của Phổ (sau là vua của Phổ và Hoàng đế của Đức với đế hiệu Wilhelm I).
- Ida xứ Sachsen-Meiningen (bà ngoại của ông là Bà Công tước xứ Kent đại diện cho Ida).
- Arthur Wellesley, Công tước thứ 1 xứ Wellington, cái tên Arthur của hoàng tử được đặt theo tên của vị công tước này.[2][3]

Cũng như các anh trai của mình, Arthur được giáo dục sớm từ các gia sư riêng. Có nguồn tin cho rằng, ông là người con được Victoria của Anh yêu quý nhất.

## Sự nghiệp quân sự
Ngay từ khi còn nhỏ, Arthur đã bắt đầu dành nhiều quan tâm đến lĩnh vực quân sự, vào năm 1866, hoàng tử đã bắt đầu hiện thực hoá sự quan tâm bằng việc đăng ký vào Học viện Quân sự Hoàng gia, Woolwich, 2 năm sau ông tốt nghiệp và được bổ nhiệm làm trung uý trong Quân đoàn Kỹ sư Hoàng gia vào ngày 18/06/1868. Hoàng tử chuyển đến Trung đoàn Pháo binh Hoàng gia vào ngày 2/11/1868, và vào ngày 2/08/869, đến Lữ đoàn Súng trường, trung đoàn của chính cha mình, sau đó ông theo đuổi sự nghiệp quân nhân lâu dài và đạt nhiều thành tựu với tư cách là một sĩ quan quân đội. Ông phục vụ trong các lực lượng ở Nam Phi, Canada năm 1869, Ireland, Ai Cập năm 1882 và Ấn Độ từ năm 1886 đến năm 1890.
Tại Canada, hoàng tử Arthur phục vụ với tư cách là một sĩ quan của biệt đội Montreal thuộc Lữ đoàn Súng trường, đã trải qua khóa huấn luyện một năm và tham gia bảo vệ Canada khỏi Cuộc đột kích của Fenian; ban đầu có lo ngại rằng sự tham gia của cá nhân hoàng tử vào việc bảo vệ Canada có thể khiến ông gặp nguy hiểm trước những người Fenian và những người ủng hộ họ ở Hoa Kỳ, nhưng sự lo ngại này đã không làm ông lùi bước.
Sau khi đến Halifax, Arthur đã đi thăm Canada trong 8 tuần và thực hiện chuyến thăm đến Washington, D.C. vào tháng 1/1870, nơi ông gặp Tổng thống Ulysses S. Grant. Trong thời gian phục vụ ở Canada, ông cũng đã tham gia vào nhiều hoạt động xã hội và nghi lễ; ông đã tham dự một buổi lễ nhận chức ở Montreal, trở thành khách mời trong các bữa tiệc vũ hội và sân vườn, tham dự lễ khai mạc Quốc hội ở Ottawa (trở thành thành viên đầu tiên của gia đình hoàng gia làm như vậy), tất cả đều được ghi lại trong các bức ảnh đã được gửi lại cho Nữ hoàng xem. Tuy nhiên, Arthur không chỉ tham gia vào các nghi lễ xã hội và nhà nước; vào ngày 25/05/1870, ông tham gia chống lại quân xâm lược của người Fenian trong Trận chiến ở Đồi Eccles, sau trận này ông dã được trao Huân chương Fenian.

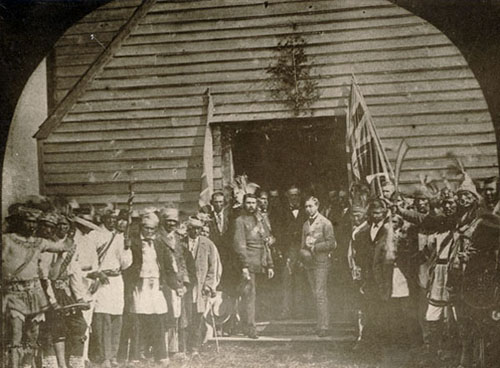
Hoàng tử Arthur đã gặp các Thủ lĩnh của Sáu quốc gia của sông Grand tại Mohawk Chapel vào năm 1869.

Hoàng tử Arthur đã gây ấn tượng với nhiều người ở Canada. Vào ngày 1/10/1869, người Iroquois của Sáu quốc gia của sông Grand ở Ontario đã phong cho ông danh hiệu Thủ lĩnh của Sáu quốc gia và cái tên Kavakoudge (có nghĩa là mặt trời bay từ đông sang tây dưới sự hướng dẫn của Thần Vĩ đại), giúp ông có thể ngồi trong các hội đồng của bộ lạc và bỏ phiếu về các vấn đề quản lý bộ lạc. Khi trở thành thủ lĩnh thứ 51 trong hội đồng, việc bổ nhiệm ông vào vị trí này đã phá vỡ truyền thống hàng thế kỷ của người Iroquois, vì trước đó chỉ có 50 thủ lĩnh được bầu ra từ sáu quốc gia. Trong bức thư của Quý bà Lisgar (vợ của Toàn quyền Canada lúc bầy giờ - John Young, Nam tước thứ nhất của Lisgar) gửi cho Victoria của Anh có đoạn nói rằng: người Canada có vẻ hy vọng một ngày nào đó Hoàng tử Arthur sẽ trở lại với tư cách là Toàn quyền của Canada.
Arthur được thăng cấp đại tá danh dự vào ngày 14/06/1871, nhưng chính thức nhận quân hàm trung tá quân đội vào năm 1876, đại tá vào ngày 29/05/1880 và, vào ngày 1/04/1893, được phong làm đại tướng. Ông tích lũy kinh nghiệm quân sự với tư cách là Tổng tư lệnh Quân đội Bombay từ tháng 12/1886 đến tháng 3/1890. Ông tiếp tục giữ chức vụ Tổng chỉ huy Khu phía Nam, tại Portsmouth, từ tháng 9/1890  đến năm 1893. Hoàng tử đã hy vọng sẽ kế vị người anh họ của mình, Hoàng tử George, Công tước của Cambridge, với tư cách là Tổng tư lệnh của Quân đội Anh, sau khi buộc phải nghỉ hưu vào năm 1895. Nhưng mong muốn này của hoàng tử Arthur đã bị từ chối, và thay vào đó, từ năm 1893  đến năm 1898, ông được trao quyền điều hành Bộ chỉ huy quận Aldershot.
Vào ngày 26/06/1902, ông được thăng chức làm thống chế, và sau đó đảm nhiệm nhiều chức vụ quan trọng khác nhau, bao gồm Tổng tư lệnh Ireland, từ tháng 1/1900 đến năm 1904, với hai chức vụ là Tư lệnh Quân đoàn III, từ tháng 10/1901, và Tổng Thanh các tra Lực lượng, từ năm 1904 đến năm 1907.

## Hôn nhân và gia đình
Vào ngày sinh nhật của mẹ mình (24 tháng 5) năm 1874, Arthur được phong tước hiệu là Công tước của Connaught & Strathearn và Bá tước xứ Sussex. Vài năm sau, Arthur trở thành người kế vị trực tiếp Công quốc Saxe-Coburg và Gotha ở Đức, sau cái chết của cháu trai ông vào năm 1899, Hoàng tử Alfred của Edinburgh, con trai duy nhất của anh trai ông, Hoàng tử Alfred, Công tước của Edinburgh. Tuy nhiên, ông quyết định từ bỏ quyền kế vị của chính mình đối với công quốc, quyền này sau đó được chuyển cho người cháu khác của ông, Hoàng tử Charles Edward, con trai sau của Hoàng tử Leopold, Công tước của Albany.

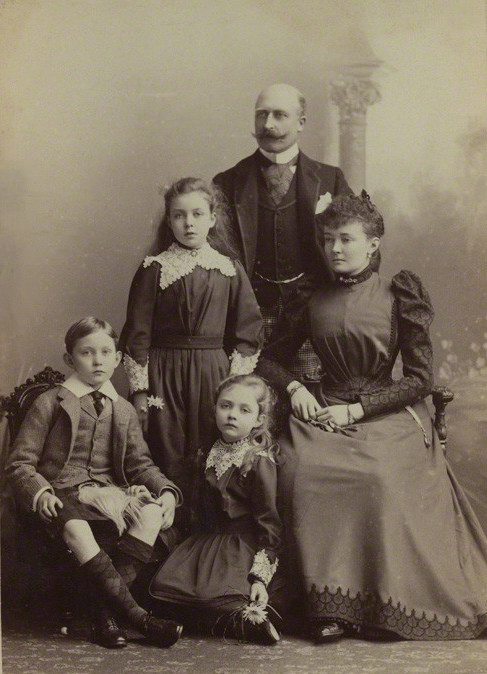
Công tước và Công tước phu nhân xứ Connaught với ba người con của họ, năm 1893.

Tại Nhà nguyện Thánh George ở Lâu đài Windsor, vào ngày 13/03/1879, hoàng tử Arthur kết hôn với Luise Margareta của Phổ, con gái của Friedrich Karl Nikolaus của Phổ và là cháu gái của Hoàng đế Đức Wilhelm I, cha đỡ đầu của Arthur. Hai vợ chồng có 3 người con:
- Vương tôn nữ Margaret Victoria Charlotte Augusta Norah (sinh ngày 15 tháng 1 năm 1882).
- Vương tôn Arthur Frederick Patrick Albert (sinh ngày 13 tháng 1 năm 1883).
- Vương tôn nữ Victoria Patricia Helena Elizabeth (sinh ngày 17 tháng 3 năm 1886).

Con cái của hoàng tử Arthur đều được nuôi dưỡng tại dinh thự ở Connaught, Công viên Bagshot, ở Surrey, và sau năm 1900 thì ở tại Nhà Clarence, dinh thự ở London của Công tước Connaughts. Thông qua các cuộc hôn nhân của con cái, Arthur trở thành cha vợ và cha chồng của: 
- Thái tử Gustaf Adolf của Thụy Điển (sau trở thành vua của Thuỵ Điển).
- Vương tôn nữ Alexandra, Nữ Công tước thứ 2 xứ Fife.
- Ngài Alexander Ramsay.

## Qua đời
Vương tử Arthur qua đời vào ngày 16/01/1942 tại Công viên Bagshot, hưởng thọ 91 tuổi, 8 tháng và 16 ngày, cùng tuổi với chị gái của mình, Louise của Liên hiệp Anh, người đã qua đời trước đó 25 tháng. Tang lễ của Công tước được tổ chức tại Nhà nguyện Thánh George ở Lâu đài Windsor vào ngày 23/01, sau đó thi thể của ông được đặt tạm thời trong Hầm chứa Hoàng gia bên dưới Nhà nguyện Thánh George ở Windsor. Ông được cải táng vào ngày 19/03/1942 tại Khu chôn cất Hoàng gia, Frogmore.

## Gia phả
| \| \| \| \| \| \| \| \| \| \| \| \| \| \| \| \| \| \| \| \| 16. Frederick của Đại Anh \| \| \| \| \| \| \| \| \| \| \| \| \| \| \| \| \| \| \| \| \| \| \| \| \| \| \| \| \| \| \| \| \| \| \| \| \| \| \| \| \| \| \| \| \| \| \| \| \| \| \| \| \| \| 8. George III của Liên hiệp Anh \| \| \| \| \| \| \| \| \| \| \| \| \| \| \| \| \| \| \| \| \| \| \| \| \| \| \| \| \| \| \| \| \| \| \| \| \| \| \| \| \| \| \| \| \| \| \| \| \| \| \| \| \| \| 17. Augusta xứ Sachsen-Gotha-Altenburg \| \| \| \| \| \| \| \| \| \| \| \| \| \| \| \| \| \| \| \| \| \| \| \| \| \| \| \| \| \| \| \| \| \| \| \| \| \| \| \| \| \| \| \| \| \| \| \| \| \| \| \| \| \| 4. Edward của Liên hiệp Anh và Hannover \| \| \| \| \| \| \| \| \| \| \| \| \| \| \| \| \| \| \| \| \| \| \| \| \| \| \| \| \| \| \| \| \| \| \| \| \| \| \| \| \| \| \| \| \| \| \| \| \| \| \| \| \| \| 18. Karl Ludwig xứ Mecklenburg \| \| \| \| \| \| \| \| \| \| \| \| \| \| \| \| \| \| \| \| \| \| \| \| \| \| \| \| \| \| \| \| \| \| \| \| \| \| \| \| \| \| \| \| \| \| \| \| \| \| \| \| \| \| 9. Charlotte xứ Mecklenburg-Strelitz \| \| \| \| \| \| \| \| \| \| \| \| \| \| \| \| \| \| \| \| \| \| \| \| \| \| \| \| \| \| \| \| \| \| \| \| \| \| \| \| \| \| \| \| \| \| \| \| \| \| \| \| \| \| 19. Elisabeth Albertine xứ Sachsen-Hildburghausen \| \| \| \| \| \| \| \| \| \| \| \| \| \| \| \| \| \| \| \| \| \| \| \| \| \| \| \| \| \| \| \| \| \| \| \| \| \| \| \| \| \| \| \| \| \| \| \| \| \| \| \| \| \| 2. Victoria I của Liên hiệp Anh \| \| \| \| \| \| \| \| \| \| \| \| \| \| \| \| \| \| \| \| \| \| \| \| \| \| \| \| \| \| \| \| \| \| \| \| \| \| \| \| \| \| \| \| \| \| \| \| \| \| \| \| \| \| 20. Ernst Friedrich xứ Sachsen-Coburg-Saalfeld (= 24) \| \| \| \| \| \| \| \| \| \| \| \| \| \| \| \| \| \| \| \| \| \| \| \| \| \| \| \| \| \| \| \| \| \| \| \| \| \| \| \| \| \| \| \| \| \| \| \| \| \| \| \| \| \| 10. Franz I xứ Sachsen-Coburg-Saalfeld (= 12)[25] \| \| \| \| \| \| \| \| \| \| \| \| \| \| \| \| \| \| \| \| \| \| \| \| \| \| \| \| \| \| \| \| \| \| \| \| \| \| \| \| \| \| \| \| \| \| \| \| \| \| \| \| \| \| 21. Sophie Antoinette xứ Braunschweig-Wolfenbüttel (= 25) \| \| \| \| \| \| \| \| \| \| \| \| \| \| \| \| \| \| \| \| \| \| \| \| \| \| \| \| \| \| \| \| \| \| \| \| \| \| \| \| \| \| \| \| \| \| \| \| \| \| \| \| \| \| 5. Victoire xứ Sachsen-Coburg-Saalfeld \| \| \| \| \| \| \| \| \| \| \| \| \| \| \| \| \| \| \| \| \| \| \| \| \| \| \| \| \| \| \| \| \| \| \| \| \| \| \| \| \| \| \| \| \| \| \| \| \| \| \| \| \| \| 22. Heinrich XXIV Reuß xứ Ebersdorf (= 26) \| \| \| \| \| \| \| \| \| \| \| \| \| \| \| \| \| \| \| \| \| \| \| \| \| \| \| \| \| \| \| \| \| \| \| \| \| \| \| \| \| \| \| \| \| \| \| \| \| \| \| \| \| \| 11. Augusta Reuß xứ Ebersdorf (= 13)[25] \| \| \| \| \| \| \| \| \| \| \| \| \| \| \| \| \| \| \| \| \| \| \| \| \| \| \| \| \| \| \| \| \| \| \| \| \| \| \| \| \| \| \| \| \| \| \| \| \| \| \| \| \| \| 23. Caroline Ernestine xứ Erbach-Schönberg (= 27) \| \| \| \| \| \| \| \| \| \| \| \| \| \| \| \| \| \| \| \| \| \| \| \| \| \| \| \| \| \| \| \| \| \| \| \| \| \| \| \| \| \| \| \| \| \| \| \| \| \| \| \| \| \| 1. Arthur của Liên hiệp Anh \| \| \| \| \| \| \| \| \| \| \| \| \| \| \| \| \| \| \| \| \| \| \| \| \| \| \| \| \| \| \| \| \| \| \| \| \| \| \| \| \| \| \| \| \| \| \| \| \| \| \| \| \| \| 24. Ernst Friedrich xứ Sachsen-Coburg-Saalfeld (= 20) \| \| \| \| \| \| \| \| \| \| \| \| \| \| \| \| \| \| \| \| \| \| \| \| \| \| \| \| \| \| \| \| \| \| \| \| \| \| \| \| \| \| \| \| \| \| \| \| \| \| \| \| \| \| 12. Franz I xứ Sachsen-Coburg-Saalfeld (= 10)[25] \| \| \| \| \| \| \| \| \| \| \| \| \| \| \| \| \| \| \| \| \| \| \| \| \| \| \| \| \| \| \| \| \| \| \| \| \| \| \| \| \| \| \| \| \| \| \| \| \| \| \| \| \| \| 25. Sophie Antoinette xứ Braunschweig-Wolfenbüttel (= 21) \| \| \| \| \| \| \| \| \| \| \| \| \| \| \| \| \| \| \| \| \| \| \| \| \| \| \| \| \| \| \| \| \| \| \| \| \| \| \| \| \| \| \| \| \| \| \| \| \| \| \| \| \| \| 6. Ernst I xứ Sachsen-Coburg và Gotha[25] \| \| \| \| \| \| \| \| \| \| \| \| \| \| \| \| \| \| \| \| \| \| \| \| \| \| \| \| \| \| \| \| \| \| \| \| \| \| \| \| \| \| \| \| \| \| \| \| \| \| \| \| \| \| 26. Heinrich XXIV Reuß xứ Ebersdorf (= 22) \| \| \| \| \| \| \| \| \| \| \| \| \| \| \| \| \| \| \| \| \| \| \| \| \| \| \| \| \| \| \| \| \| \| \| \| \| \| \| \| \| \| \| \| \| \| \| \| \| \| \| \| \| \| 13. Augusta Reuß xứ Ebersdorf (= 11)[25] \| \| \| \| \| \| \| \| \| \| \| \| \| \| \| \| \| \| \| \| \| \| \| \| \| \| \| \| \| \| \| \| \| \| \| \| \| \| \| \| \| \| \| \| \| \| \| \| \| \| \| \| \| \| 27. Caroline Ernestine xứ Erbach-Schönberg (= 23) \| \| \| \| \| \| \| \| \| \| \| \| \| \| \| \| \| \| \| \| \| \| \| \| \| \| \| \| \| \| \| \| \| \| \| \| \| \| \| \| \| \| \| \| \| \| \| \| \| \| \| \| \| \| 3. Albrecht xứ Sachsen-Coburg và Gotha \| \| \| \| \| \| \| \| \| \| \| \| \| \| \| \| \| \| \| \| \| \| \| \| \| \| \| \| \| \| \| \| \| \| \| \| \| \| \| \| \| \| \| \| \| \| \| \| \| \| \| \| \| \| 28. Ernst II xứ Sachsen-Gotha-Altenburg \| \| \| \| \| \| \| \| \| \| \| \| \| \| \| \| \| \| \| \| \| \| \| \| \| \| \| \| \| \| \| \| \| \| \| \| \| \| \| \| \| \| \| \| \| \| \| \| \| \| \| \| \| \| 14. August I xứ Sachsen-Gotha-Altenburg[25] \| \| \| \| \| \| \| \| \| \| \| \| \| \| \| \| \| \| \| \| \| \| \| \| \| \| \| \| \| \| \| \| \| \| \| \| \| \| \| \| \| \| \| \| \| \| \| \| \| \| \| \| \| \| 29. Charlotte xứ Sachsen-Meiningen \| \| \| \| \| \| \| \| \| \| \| \| \| \| \| \| \| \| \| \| \| \| \| \| \| \| \| \| \| \| \| \| \| \| \| \| \| \| \| \| \| \| \| \| \| \| \| \| \| \| \| \| \| \| 7. Luise Pauline xứ Sachsen-Gotha-Altenburg[25] \| \| \| \| \| \| \| \| \| \| \| \| \| \| \| \| \| \| \| \| \| \| \| \| \| \| \| \| \| \| \| \| \| \| \| \| \| \| \| \| \| \| \| \| \| \| \| \| \| \| \| \| \| \| 30. Friedrich Franz I xứ Mecklenburg \| \| \| \| \| \| \| \| \| \| \| \| \| \| \| \| \| \| \| \| \| \| \| \| \| \| \| \| \| \| \| \| \| \| \| \| \| \| \| \| \| \| \| \| \| \| \| \| \| \| \| \| \| \| 15. Luise Charlotte xứ Mecklenburg[25] \| \| \| \| \| \| \| \| \| \| \| \| \| \| \| \| \| \| \| \| \| \| \| \| \| \| \| \| \| \| \| \| \| \| \| \| \| \| \| \| \| \| \| \| \| \| \| \| \| \| \| \| \| \| 31. Luise xứ Sachsen-Gotha-Altenburg \| \| \| \| \| \| \| \| \| \| \| \| \| \| \| \| \| \| \| \| \| \| \| \| \| \| \| \| \| \| \| \| \| \| \| \| \| \| \| \| \| \| \| \| \| \| \| \| \| \| \| \| |                                                           |  |  |  |  |  |  |  |  |  |  |  |  |  |  |  |
| |                                                           |  |  |  |  |  |  |  |  |  |  |  |  |  |  |  |
| | 16. Frederick của Đại Anh                                 |  |  |  |  |  |  |  |  |  |  |  |  |  |  |  |
| |                                                           |  |  |  |  |  |  |  |  |  |  |  |  |  |  |  |
| |                                                           |  |  |  |  |  |  |  |  |  |  |  |  |  |  |  |
| | 8. George III của Liên hiệp Anh                           |  |  |  |  |  |  |  |  |  |  |  |  |  |  |  |
| |                                                           |  |  |  |  |  |  |  |  |  |  |  |  |  |  |  |
| |                                                           |  |  |  |  |  |  |  |  |  |  |  |  |  |  |  |
| | 17. Augusta xứ Sachsen-Gotha-Altenburg                    |  |  |  |  |  |  |  |  |  |  |  |  |  |  |  |
| |                                                           |  |  |  |  |  |  |  |  |  |  |  |  |  |  |  |
| |                                                           |  |  |  |  |  |  |  |  |  |  |  |  |  |  |  |
| | 4. Edward của Liên hiệp Anh và Hannover                   |  |  |  |  |  |  |  |  |  |  |  |  |  |  |  |
| |                                                           |  |  |  |  |  |  |  |  |  |  |  |  |  |  |  |
| |                                                           |  |  |  |  |  |  |  |  |  |  |  |  |  |  |  |
| | 18. Karl Ludwig xứ Mecklenburg                            |  |  |  |  |  |  |  |  |  |  |  |  |  |  |  |
| |                                                           |  |  |  |  |  |  |  |  |  |  |  |  |  |  |  |
| |                                                           |  |  |  |  |  |  |  |  |  |  |  |  |  |  |  |
| | 9. Charlotte xứ Mecklenburg-Strelitz                      |  |  |  |  |  |  |  |  |  |  |  |  |  |  |  |
| |                                                           |  |  |  |  |  |  |  |  |  |  |  |  |  |  |  |
| |                                                           |  |  |  |  |  |  |  |  |  |  |  |  |  |  |  |
| | 19. Elisabeth Albertine xứ Sachsen-Hildburghausen         |  |  |  |  |  |  |  |  |  |  |  |  |  |  |  |
| |                                                           |  |  |  |  |  |  |  |  |  |  |  |  |  |  |  |
| |                                                           |  |  |  |  |  |  |  |  |  |  |  |  |  |  |  |
| | 2. Victoria I của Liên hiệp Anh                           |  |  |  |  |  |  |  |  |  |  |  |  |  |  |  |
| |                                                           |  |  |  |  |  |  |  |  |  |  |  |  |  |  |  |
| |                                                           |  |  |  |  |  |  |  |  |  |  |  |  |  |  |  |
| | 20. Ernst Friedrich xứ Sachsen-Coburg-Saalfeld (= 24)     |  |  |  |  |  |  |  |  |  |  |  |  |  |  |  |
| |                                                           |  |  |  |  |  |  |  |  |  |  |  |  |  |  |  |
| |                                                           |  |  |  |  |  |  |  |  |  |  |  |  |  |  |  |
| | 10. Franz I xứ Sachsen-Coburg-Saalfeld (= 12)             |  |  |  |  |  |  |  |  |  |  |  |  |  |  |  |
| |                                                           |  |  |  |  |  |  |  |  |  |  |  |  |  |  |  |
| |                                                           |  |  |  |  |  |  |  |  |  |  |  |  |  |  |  |
| | 21. Sophie Antoinette xứ Braunschweig-Wolfenbüttel (= 25) |  |  |  |  |  |  |  |  |  |  |  |  |  |  |  |
| |                                                           |  |  |  |  |  |  |  |  |  |  |  |  |  |  |  |
| |                                                           |  |  |  |  |  |  |  |  |  |  |  |  |  |  |  |
| | 5. Victoire xứ Sachsen-Coburg-Saalfeld                    |  |  |  |  |  |  |  |  |  |  |  |  |  |  |  |
| |                                                           |  |  |  |  |  |  |  |  |  |  |  |  |  |  |  |
| |                                                           |  |  |  |  |  |  |  |  |  |  |  |  |  |  |  |
| | 22. Heinrich XXIV Reuß xứ Ebersdorf (= 26)                |  |  |  |  |  |  |  |  |  |  |  |  |  |  |  |
| |                                                           |  |  |  |  |  |  |  |  |  |  |  |  |  |  |  |
| |                                                           |  |  |  |  |  |  |  |  |  |  |  |  |  |  |  |
| | 11. Augusta Reuß xứ Ebersdorf (= 13)                      |  |  |  |  |  |  |  |  |  |  |  |  |  |  |  |
| |                                                           |  |  |  |  |  |  |  |  |  |  |  |  |  |  |  |
| |                                                           |  |  |  |  |  |  |  |  |  |  |  |  |  |  |  |
| | 23. Caroline Ernestine xứ Erbach-Schönberg (= 27)         |  |  |  |  |  |  |  |  |  |  |  |  |  |  |  |
| |                                                           |  |  |  |  |  |  |  |  |  |  |  |  |  |  |  |
| |                                                           |  |  |  |  |  |  |  |  |  |  |  |  |  |  |  |
| | 1. Arthur của Liên hiệp Anh                               |  |  |  |  |  |  |  |  |  |  |  |  |  |  |  |
| |                                                           |  |  |  |  |  |  |  |  |  |  |  |  |  |  |  |
| |                                                           |  |  |  |  |  |  |  |  |  |  |  |  |  |  |  |
| | 24. Ernst Friedrich xứ Sachsen-Coburg-Saalfeld (= 20)     |  |  |  |  |  |  |  |  |  |  |  |  |  |  |  |
| |                                                           |  |  |  |  |  |  |  |  |  |  |  |  |  |  |  |
| |                                                           |  |  |  |  |  |  |  |  |  |  |  |  |  |  |  |
| | 12. Franz I xứ Sachsen-Coburg-Saalfeld (= 10)             |  |  |  |  |  |  |  |  |  |  |  |  |  |  |  |
| |                                                           |  |  |  |  |  |  |  |  |  |  |  |  |  |  |  |
| |                                                           |  |  |  |  |  |  |  |  |  |  |  |  |  |  |  |
| | 25. Sophie Antoinette xứ Braunschweig-Wolfenbüttel (= 21) |  |  |  |  |  |  |  |  |  |  |  |  |  |  |  |
| |                                                           |  |  |  |  |  |  |  |  |  |  |  |  |  |  |  |
| |                                                           |  |  |  |  |  |  |  |  |  |  |  |  |  |  |  |
| | 6. Ernst I xứ Sachsen-Coburg và Gotha                     |  |  |  |  |  |  |  |  |  |  |  |  |  |  |  |
| |                                                           |  |  |  |  |  |  |  |  |  |  |  |  |  |  |  |
| |                                                           |  |  |  |  |  |  |  |  |  |  |  |  |  |  |  |
| | 26. Heinrich XXIV Reuß xứ Ebersdorf (= 22)                |  |  |  |  |  |  |  |  |  |  |  |  |  |  |  |
| |                                                           |  |  |  |  |  |  |  |  |  |  |  |  |  |  |  |
| |                                                           |  |  |  |  |  |  |  |  |  |  |  |  |  |  |  |
| | 13. Augusta Reuß xứ Ebersdorf (= 11)                      |  |  |  |  |  |  |  |  |  |  |  |  |  |  |  |
| |                                                           |  |  |  |  |  |  |  |  |  |  |  |  |  |  |  |
| |                                                           |  |  |  |  |  |  |  |  |  |  |  |  |  |  |  |
| | 27. Caroline Ernestine xứ Erbach-Schönberg (= 23)         |  |  |  |  |  |  |  |  |  |  |  |  |  |  |  |
| |                                                           |  |  |  |  |  |  |  |  |  |  |  |  |  |  |  |
| |                                                           |  |  |  |  |  |  |  |  |  |  |  |  |  |  |  |
| | 3. Albrecht xứ Sachsen-Coburg và Gotha                    |  |  |  |  |  |  |  |  |  |  |  |  |  |  |  |
| |                                                           |  |  |  |  |  |  |  |  |  |  |  |  |  |  |  |
| |                                                           |  |  |  |  |  |  |  |  |  |  |  |  |  |  |  |
| | 28. Ernst II xứ Sachsen-Gotha-Altenburg                   |  |  |  |  |  |  |  |  |  |  |  |  |  |  |  |
| |                                                           |  |  |  |  |  |  |  |  |  |  |  |  |  |  |  |
| |                                                           |  |  |  |  |  |  |  |  |  |  |  |  |  |  |  |
| | 14. August I xứ Sachsen-Gotha-Altenburg                   |  |  |  |  |  |  |  |  |  |  |  |  |  |  |  |
| |                                                           |  |  |  |  |  |  |  |  |  |  |  |  |  |  |  |
| |                                                           |  |  |  |  |  |  |  |  |  |  |  |  |  |  |  |
| | 29. Charlotte xứ Sachsen-Meiningen                        |  |  |  |  |  |  |  |  |  |  |  |  |  |  |  |
| |                                                           |  |  |  |  |  |  |  |  |  |  |  |  |  |  |  |
| |                                                           |  |  |  |  |  |  |  |  |  |  |  |  |  |  |  |
| | 7. Luise Pauline xứ Sachsen-Gotha-Altenburg               |  |  |  |  |  |  |  |  |  |  |  |  |  |  |  |
| |                                                           |  |  |  |  |  |  |  |  |  |  |  |  |  |  |  |
| |                                                           |  |  |  |  |  |  |  |  |  |  |  |  |  |  |  |
| | 30. Friedrich Franz I xứ Mecklenburg                      |  |  |  |  |  |  |  |  |  |  |  |  |  |  |  |
| |                                                           |  |  |  |  |  |  |  |  |  |  |  |  |  |  |  |
| |                                                           |  |  |  |  |  |  |  |  |  |  |  |  |  |  |  |
| | 15. Luise Charlotte xứ Mecklenburg                        |  |  |  |  |  |  |  |  |  |  |  |  |  |  |  |
| |                                                           |  |  |  |  |  |  |  |  |  |  |  |  |  |  |  |
| |                                                           |  |  |  |  |  |  |  |  |  |  |  |  |  |  |  |
| | 31. Luise xứ Sachsen-Gotha-Altenburg                      |  |  |  |  |  |  |  |  |  |  |  |  |  |  |  |
| |                                                           |  |  |  |  |  |  |  |  |  |  |  |  |  |  |  |
| |                                                           |  |  |  |  |  |  |  |  |  |  |  |  |  |  |  |